# Yumoto Yoshihiro
Yumoto Yoshihiro (湯元 敏浩) (sinh ngày 19 tháng 5 năm 1964) là chính trị gia người Nhật Bản. Hiện tại, ông đang giữ chức vụ làm thị trưởng thành phố Aira kể từ ngày 25 tháng 4 năm 2018.